# Д
Д (onderkast: д, geschreven: д) (de) is de vijfde letter van het cyrillische alfabet. Hij wordt als /d/ uitgesproken. In het Russisch, Bulgaars en Oekraïens wordt hij geromaniseerd door de Latijnse letter D.

## Weergave

### Unicode
De Д en д zijn in 1993 toegevoegd aan de Unicode 1.0 karakterset.
In Unicode vindt men Д onder het codepunt U+0414 (hex) en д onder U+0434.

### HTML
In HTML kan men voor Д de code &Dcy; gebruiken, en voor д &dcy;.